# 마르키뉴스
마르쿠스 아오아스 코헤아(브라질 포르투갈어: Marcos Aoás Corrêa, 1994년 5월 14일~)는 마르키뉴스(브라질 포르투갈어: Marquinhos, 브라질 포르투갈어 발음: [maʁˈkĩj̃us])로도 불리는 브라질의 축구 선수로 포지션은 센터백이다. 현재 리그 1의 파리 생제르맹과 브라질 축구 국가대표팀에서 활동하고 있으며 파리 생제르맹의 주장을, 대표팀의 부주장을 맡고 있다. 대한민국에서는 별칭 'Marquinhos'를 로마자 그대로 발음한 마르퀴뇨스로도 알려져 있다.
2012년 SC 코린치앙스 파울리스타에서 축구 선수 경력을 시작했고 2012년 코파 리베르타도레스에서 우승한 후 옵션을 모두 충족할 경우 300만 유로(약 44억 원)가 되는 이적료로 AS 로마로 이적했다. 그는 로마에서 주전으로 활동했고 2013 코파 이탈리아 결승전에 진출해 코파 이탈리아에서 준우승을 달성했다. 그는 2013년 7월 3,140만 유로(약 461억 원)의 이적료로 로마에서 파리 생제르맹 FC로 이적하면서 2013년 기준으로 가장 많은 이적료를 기록한 20세 이하 선수들의 명단에 이름을 올렸다. 그는 2014년 1월 가디언으로부터 유럽에서 가장 유망한 선수들 중 한 명이라는 평가를 받았고 다비드 루이스, 치아구 시우바와 함께 파리의 수비진을 구성했다. 그는 2020 UEFA 챔피언스리그 결승전에 출전해 챔피언스리그 준우승을 달성했고 시우바가 2020년 8월에 파리 생제르맹을 떠난 후 파리 생제르맹의 주장이 되었다. 그는 파리 생제르맹에서 리그 1 8회 우승, 프랑스 컵대회 20회 우승을 달성했고 2024년 4월 기준으로 총 436경기에 출전하며 파리 생제르맹 역대 최다 출전 선수 1위에 위치해 있다.
2013년 브라질 축구 국가대표팀에 데뷔했고 브라질 U-21 축구 국가대표팀 소속으로 2014년 툴롱 대회에 출전해 대회에서 우승을 달성했다. 그는 브라질 U-23 축구 국가대표팀 소속으로 2016년 하계 올림픽에 출전해 올림픽에서 금메달을 획득했고 성인 대표팀 소속으로 2015년 코파 아메리카, 코파 아메리카 센테나리오, 2018년 FIFA 월드컵, 2019년 코파 아메리카, 2021년 코파 아메리카, 2022년 FIFA 월드컵에 출전해 2019년 코파 아메리카에서 우승했다.

## 구단 경력

### 코린치앙스
마르키뉴스는 코린치앙스 시절 가장 유망한 샛별들 중 하나로 꼽혔었다. 유연함으로 알려진 마르키뉴스는 2002년에 8세의 나이로 코린치앙스 유소년팀에 입단하였다. 유소년팀에서 10년을 보낸 그는 2010년에 브라질 U-17 국가대표팀에 차출되었다. 2012년, 마르키뉴스는 2012년 코파 상파울루 지 푸치보우 주니오르 우승의 주역들 중 하나였다. 그는 코린치앙스 1군 선수로 리그 경기에 6번 출전하였다.

### 로마
2012년 7월, 마르키뉴스는 코린치앙스에서 이탈리아 세리에 A의 로마로 이적하였다. 9월 16일, 그는 2-3으로 패한 볼로냐전에서 처음으로 출전하였다. 시즌 초에 인상적인 활약을 펼친 마르키뉴스는 전 주전인 니콜라스 부르디소를 벤치로 밀어내고, 전 코린치앙스 팀동료인 브라질의 레안드루 카스탕과 함께 베스트 XI의 중앙 수비에 그의 자리를 확고히 굳혔다.

### 파리 생제르맹
2013년 7월 19일, 마르키뉴스는 프랑스의 파리 생제르맹과 €31.4M의 이적료에 5년 계약을 체결하였다. 이적에 대해 마르키뉴스는 다음과 같이 말하였다:
"저는 이전에 많은 브라질인이 활약하던 파리 생제르맹 합류에 기쁘게 생각하며, 클럽이 역사를 쓸 수 있도록 도울 것입니다."
그가 첫 출전한 공식 경기는 4-1로 승리한 올림피아코스와의 UEFA 챔피언스리그 2013-14 조별 리그 경기였다. 2013년 9월 22일, 마르키뉴스는 1-1로 비긴 모나코와의 리그 1 경기에서 처음으로 선발 출전하였다. 2013년 10월 2일, 그는 SL 벤피카와의 경기에서 팀의 두번째 골을 득점하며 팀의 3-0 승리에 공헌하였다.
2023년 5월 19일, 마르키뉴스는 파리 생제르맹과 2028년 6월 30일까지 유효한 5년 계약을 체결했다.

## 국가대표 경력
마르키뉴스는 포르투갈 혈통임에 따라 포르투갈 축구 국가대표팀 일원으로 활약할 가능성도 열어놓았었으나, 최종적으로 브라질 대표팀을 선택하였다.
2013년 10월 31일, 마르키뉴스는 온두라스, 칠레와의 2013년 11월 친선경기를 앞둔 브라질 성인 축구 국가대표팀의 루이스 펠리피 스콜라리 감독에 의해 성인대표팀에 처음으로 차출되었다.

## 수상 내역

#### 코린치앙스
- 코파 리베르타도레스 : 2012

#### 파리 생제르맹
- 리그 1 : 2013–14, 2014–15, 2015–16, 2017–18, 2018–19, 2019–20, 2021–22, 2023-24[15], 2024-25
- 쿠프 드 프랑스 : 2014–15, 2015–16, 2016–17, 2017–18, 2019–20, 2020–21, 2023-24, 2024-25
- 쿠프 드 라 리그 : 2013–14, 2014–15, 2015–16, 2016–17, 2017–18, 2019–20
- 트로페 데 샹피옹 : 2014, 2015, 2017, 2018, 2019, 2020, 2022, 2023, 2024
- UEFA 챔피언스리그 : 2024-25

#### 브라질
- 올림픽 축구 : 금메달 (2016)
- 코파 아메리카 : 2019
- 남아메리카 U-17 선수권 : 2011

### 개인
- 리그 1 올해의 팀 : 2017–18, 2018–19, 2020–21, 2021–22, 2023–24, 2024–25
- UEFA 챔피언스리그 시즌 스쿼드 : 2019–20, 2020–21, 2024-25
- 코파 아메리카 토너먼트의 팀 : 2021

## 경력 통계
| 클럽          | 시즌    | 리그 | 리그 | 컵   | 컵   | 대륙 | 대륙 | 기타 | 기타 | 합계 | 합계 |
| 클럽          | 시즌    | 출장 | 득점 | 출장 | 득점 | 출장 | 득점 | 출장 | 득점 | 출장 | 득점 |
| ------------- | ------- | ---- | ---- | ---- | ---- | ---- | ---- | ---- | ---- | ---- | ---- |
| 코린치앙스    | 2012    | 6    | 0    | 0    | 0    | 0    | 0    | 8    | 0    | 14   | 0    |
| AS 로마       | 2012–13 | 26   | 0    | 4    | 0    | 0    | 0    | 0    | 0    | 30   | 0    |
| 파리 생제르맹 | 2013-14 | 21   | 2    | 3    | 0    | 8    | 3    |      |      | 32   | 5    |
| 파리 생제르맹 | 2014-15 | 25   | 2    | 9    | 0    | 7    | 0    | 1    | 0    | 42   | 2    |
| 파리 생제르맹 | 2015-16 | 29   | 1    | 8    | 1    | 6    | 0    |      |      | 43   | 2    |
| 파리 생제르맹 | 2016-17 | 29   | 3    | 7    | 1    | 8    | 0    |      |      | 44   | 4    |
| 파리 생제르맹 | 2017-18 | 26   | 0    | 6    | 2    | 8    | 0    | 1    | 0    | 41   | 2    |
| 파리 생제르맹 | 2018-19 | 30   | 3    | 6    | 0    | 7    | 1    | 1    | 0    | 44   | 4    |
| 파리 생제르맹 | 2019-20 | 19   | 3    | 6    | 1    | 11   | 2    | 1    | 0    | 37   | 6    |
| 파리 생제르맹 | 2020-21 | 25   | 3    | 4    | 0    | 10   | 3    | 1    | 0    | 40   | 6    |
| 파리 생제르맹 | 2021-22 | 32   | 5    |      |      | 8    | 0    |      |      | 40   | 5    |
| 파리 생제르맹 | 2022-23 | 33   | 2    | 2    | 0    | 8    | 0    | 1    | 0    | 44   | 2    |
| 파리 생제르맹 | 2023-24 | 21   | 0    | 4    | 0    | 10   | 0    | 1    | 0    | 36   | 0    |
| 파리 생제르맹 | 2024-25 | 22   | 2    | 3    | 1    | 16   | 0    | 1    | 0    | 42   | 3    |
| 합계          | 합계    | 344  | 26   | 62   | 6    | 107  | 9    | 16   | 0    | 529  | 41   |